# 鄭昌俊
鄭昌俊（1827年10月15日—1894年6月4日），彭亨北根華人甲必丹，爲當地目前已知的六位甲必丹之一。鄭昌俊夫婦的神主牌於1972年被發現，2020年鄭昌俊夫婦的墓碑在工人除草時意外出土。

## 生平
1972年，漢學家傅吾康與陳鐵凡二度造訪馬來西亞彭亨北根。前一年他們已在當地一所木屋小廟「伯公廟」發現了甲必丹黃學科的神主牌，以及廟內最古老文物，即乾隆癸未年（1763年）的「大唐本頭公」神位。此次，傅吾康與陳鐵凡在衛理女子中學校長李錦文的引導下，意外發現另外四位甲必丹的神位，其中包括鄭昌俊甲必丹 ，以及林子廉甲必丹（1811年－1868年）、某甲必丹（？－1875年）和陳甲必丹（1821年－1882年）。
從鄭昌俊夫婦的神主牌上所寫「（外）顯考特授甲必丹昌俊鄭公妣誥命京姨人玉璣戴氏妣特授京姨人香舌林氏之神主（內）乾生於道光丁亥年八月廿五日子時終於光緒甲午年五月初一日亥時，坤終於光緒乙亥年十二月廿日戌時，葬於房亨老坡公司園內坐西北向東南」得知，鄭昌俊生於1827年10月15日，卒於1894年6月4日，享年67歲。鄭昌俊的大房爲戴玉璣，二房爲林香舌，其第一任夫人卒於1876年1月26日，夫婦合葬於彭亨北根老坡公司園。
1888年2月4日，北根店主吳輝（Go Hui，音譯，原名Chan You Wee）在北根皇宮附近被刺傷嘴巴。吳輝與其妻子阿朱（Ah Chu，音譯）皆是英籍華人，英國在彭亨的代辦許葛立馥打算帶二人去新加坡，但彭亨蘇丹阿末慕亚占要求阿朱先將欠他的債務還清。許葛立馥也遭翁姑慕達（Engku Muda）和盤陀訶羅警告，帶走吳輝可能會讓他喪命。3月3日，吳輝身亡。許葛立馥去見華人甲必丹告知吳輝之死時，發現甲必丹正跟翁姑慕達和盤陀訶羅賭博。3月10日，阿朱向許葛立馥投訴，蘇丹要她搬到甲必丹的家中，但那裡沒有任何女性。4月末蘇丹乘許葛立馥不在北根時，率隊將阿朱搬到華人甲必丹的家中，將其囚禁。之後許葛立馥回到北根，堅決要求釋放阿朱。最終在英國新加坡當局的施壓下，彭亨同意讓參政司進駐。而按照神主牌的生卒年推斷，這位華人甲必丹應該是鄭昌俊。
2020年11月14日，兩位除草工人在老北根（Pekan Lama）意外挖出九座清代墓碑。這些墓碑均是刻面朝上平躺，如同走道般呈「L」字型的方式排列，僅被一層泥土及草地掩蓋，疑似在過去被作爲草地路面或界石。出土地點位於彭亨第九任州務大臣莫哈末朱索故居前的草地。其中一座即是鄭昌俊夫婦的墓碑，上面刻有「考特授呷咇丹昌俊鄭公妣誥命京姨人玉璣戴氏妣特授京姨人香舌林氏墓」。